# Prespa (region)

Topograficzna mapa regionu Prespa

Prespa (gr. Πρέσπα, mac. Преспа, alb. Prespa) − region historyczny współcześnie podzielony między Grecję, Albanię i Macedonię Północną. Nazwę tę noszą dwa jeziora Prespa, które stanowią centralny punkt regionu. Największymi miastami są Ochryda (42 000 mieszkańców) i Resen (10 000 mieszkańców).
W starożytności przez region przebiegała rzymska Via Egnatia, zbudowana pomiędzy 146 a 120 rokiem p.n.e. i łącząca Dyrrachium na wybrzeżu Adriatyku z Egnatią i Bizancjum.